# Yoan Anthian
Pas d'image ? Cliquez ici

a Compétitions nationales et continentales officielles uniquement.

b Matchs officiels uniquement.
Dernière mise à jour le 10 octobre 2013.
Yoan Anthian, né le 3 juillet 1979 à Saint-Jean-de-Luz, est un joueur arménien de rugby à XV qui joue en équipe d'Arménie de rugby à XV[réf. nécessaire] et en club au poste de demi d'ouverture.